# Rigsdagen (Det nordtyske forbund)
 For alternative betydninger, se Rigsdag. (Se også artikler, som begynder med Rigsdag)
Rigsdagen (tysk: Reichstag) blev etableret som parlament for Det nordtyske forbund i 1867 efter Preussisk-østrigske krig. Rigsdagen var i virksomhed frem til grundlæggelsen af Det Tyske Kejserrige i 1871. 
Møderne i rigsdagen blev holdt i den preussiske landdags lokaler i Herrenhaus i Leipziger Strasse 3 i Berlin. Siden 2000 har Forbundsrådet holdt sine møder i den samme bygning. 

## Kendte medlemmer af den nordtyske rigsdag
- Generalfeltmarskal Helmuth Karl Bernhard von Moltke („Moltke den ældre“ eller „der große Schweiger“) (1800 – 1891), landkadet og officer i København frem til 1822.
- Frederik Karl af Preussen (1828 – 1885), brorsøn til kong Frederik Wilhelm 4. af Preussen og kejser Wilhelm 1. af Tyskland, oldefar til Dronning Ingrid af Danmark.
- Botho zu Eulenburg (1831 – 1912), preussisk indenrigsminister (1878 – 1881 og 1892 – 1894) samt ministerpræsident (1892 – 1894).
- Theodor von Bethmann-Hollweg (1829 – 1886), farbror til rigskansler (i 1909 – 1917) Theobald von Bethmann Hollweg.
- Karl Twesten (1820 – 1870), ledende i Deutsche Fortschrittspartei, medstifter af Nationalliberale Partei.
- Hans Andersen Krüger (1816 – 1881), støttede Pragfredens artikel 5 (en sønderjysk folkeafstemning om genforening med Danmark).
- Rudolf Schleiden (1815 – 1895), embedsmand i det danske generaltoldkammer, sluttede sig til oprøret under Treårskrigen.
- Ludwig Windthorst (1812 – 1891), grundlægger af det katolske parti Zentrum.
- Johannes von Miquel (1828 – 1901), finansminister i Preussen 1890 – 1901, initiativtager til Preussische Kleinbahngesetz i 1892, der resulterede i bl.a. Haderslev Amts Jernbaner, Aabenraa Amts Jernbaner og Amtsbanerne på Als.
- Wilhelm Loewe (1814 – 1886), medlem af Frankfurterparlamentet i 1848, formand for parlamentet, efter at det var flygtet til Stuttgart i 1849.
- Karl Friedrich von Savigny (1814 – 1875), medstifter af det katolske parti Zentrum.
- August Bebel (1840 – 1913), dengang Sächsische Volkspartei, én af grundlæggerne af SPD.
- Wilhelm Liebknecht (1826 – 1900), dengang Sächsische Volkspartei, én af grundlæggerne af SPD.